# Mykoplasmose
Mykoplasmosen sind Infektionskrankheiten, die durch Bakterien der Gattung Mycoplasma hervorgerufen werden. Mykoplasmen sind zellwandlose Bakterien und besiedeln Schleimhäute. Mykoplasmen sind außerhalb von Schleimhäuten nur wenig widerstandsfähig gegenüber chemischen und physikalischen Einflüssen.
Mykoplasmosen treten bei verschiedenen Spezies auf. Neben spezifischen Erkrankungen gibt es weitere Erkrankungen, an denen weitere Erreger beteiligt sind. Mykoplasmosen sind zumeist Faktorenkrankheiten, sie werden durch mangelhafte hygienische Bedingungen begünstigt und durch Sekundärinfektionen mit anderen Keimen verkompliziert.
| Spezies        | Spezielle Krankheitsbilder (Erreger)                                                                             | Beteiligungen an weiteren Krankheiten |
| -------------- | --- | --- |
| Mensch         | | atypische Pneumonie, non-gonococcal-Urethritis, möglicher Einfluss auf die Entstehung der Symptome einer HIV-Infektion, möglicher Auslöser postakuter Infektionssyndrome |
| Rinder         | Lungenseuche (M. mycoides)                                                                                       | Infektionen des Genitaltraktes mit Ausbildung einer chronischen Vesikulitis, Bursitis, Salpingitis und Endometritis; Mastitis; Auslöser von Pneumonien bei Kälbern       |
| Schafe, Ziegen | Lungenseuche der Ziegen (M. mycoides) Infektiöse Agalaktie (M. agalactiae u. a.) Gämsblindheit (M. conjunctivae) | Pneumonieauslöser bei Lämmern |
| Schweine       | Enzootische Pneumonie (M. hyopneumoniae)                                                                         | |
| Geflügel       | Mykoplasmose des Geflügels (M. gallisepticum)                                                                    | Auslöser von Encephalitis und Polyarthritis, bei Reisetauben gemeinsam mit Chlamydien Auslöser einer Schnupfenerkrankung                                                 |
| Nagetiere      | Mykoplasmose der Ratte (M. pulmonis)                                                                             | |